# Hsieh Shu-ying
Dit is een Chinese naam; de familienaam is Hsieh.
Hsieh Shu-ying (Kaohsiung, 23 juli 1993) is een tennisspeelster uit Taiwan. Hsieh begon met tennis toen zij zes jaar oud was. Haar favoriete ondergrond is hardcourt. Zij is rechtshandig en speelt tweehandig aan beide zijden.

## Persoonlijk
Hsieh Shu-ying is de jongere zus van Hsieh Su-wei. Sinds januari 2019 schrijft zij zich op toernooien in onder de naam Hsieh Yu-chieh.

## Loopbaan

### Enkelspel
Hsieh debuteerde in 2007 op het ITF-toernooi van Taoyuan (Taiwan). Haar beste resultaat op de ITF-toernooien is het bereiken van de halve finale, in 2011 in Taipei.
In 2014 speelde Hsieh voor het eerst op een WTA-hoofdtoernooi, op het toernooi van Suzhou. Sindsdien speelt zij dermate weinig dat zij verdween van de enkelspelranglijst van de WTA.

### Dubbelspel
Hsieh behaalde in het dubbelspel betere resultaten dan in het enkelspel. Zij debuteerde in 2007 op het ITF-toernooi van Taoyuan (Taiwan), samen met haar zus Hsieh Su-wei. Zij bereikten meteen de finale – zij verloren van twee andere Taiwanese zussen, Chan Hao-ching en Chan Yung-jan. In 2012 veroverde Hsieh haar eerste titel, op het ITF-toernooi van Wenshan (China), samen met haar zus, door het Chinese duo Liu Wanting en Xu Yifan te verslaan. In totaal won zij vijf ITF-titels, de laatste in 2017 in Hammamet (Tunesië).
In 2012 speelde Hsieh voor het eerst op een WTA-hoofdtoernooi, op het toernooi van Kuala Lumpur, samen met haar zus. Zij stond in 2017 voor het eerst in een WTA-finale, op het toernooi van Hawaï, samen met haar zus – hier veroverde zij haar eerste titel, door het koppel Eri Hozumi en Asia Muhammad te verslaan.
Haar hoogste notering op de WTA-ranglijst is de 129e plaats, die zij bereikte in oktober 2019.

## Posities op deWTA-ranglijst
Positie per einde seizoen:
| jaar | rang enkelspel | rang dubbelspel |
| ---- | -------------- | --------------- |
| 2008 | –              | 496             |
| 2009 | –              | 842             |
| 2010 | 1110           | 982             |
| 2011 | 853            | 509             |
| 2012 | 1119           | 206             |
| 2013 | 1109           | 199             |
| 2014 | 1022           | 165             |
| 2015 | –              | 732             |
| 2016 | –              | 876             |
| 2017 | –              | 806             |
| 2018 | –              | 149             |
| 2019 | –              | 130             |
| 2020 | –              | 149             |
| 2021 | –              | 246             |
| 2022 | –              | 198             |

## Palmares
| Legenda                 |
| ----------------------- |
| Grandslamtoernooi       |
| Olympische Spelen       |
| Year-End Championships  |
| Premier Mandatory       |
| Premier Five / WTA 1000 |
| Premier / WTA 500       |
| International / WTA 250 |
| Challenger / WTA 125    |

### WTA-finaleplaatsen enkelspel
geen

### WTA-finaleplaatsen vrouwendubbelspel
| nr.              | finale     | toernooi    | ondergrond | partner      | tegenstandsters               | score    |         |
| ---------------- | ---------- | ----------- | ---------- | ------------ | ----------------------------- | -------- | ------- |
| gewonnen finales |            |             |            |              |                               |          |         |
| 1.               | 2017-11-25 | WTA Hawaï   | hardcourt  | Hsieh Su-wei | Eri Hozumi Asia Muhammad      | 6-1, 7-6 | details |
| verloren finales |            |             |            |              |                               |          |         |
| 1.               | 2018-09-23 | WTA Seoel   | hardcourt  | Hsieh Su-wei | Choi Ji-hee Han Na-lae        | 3-6, 2-6 | details |
| 2.               | 2019-09-21 | WTA Osaka   | hardcourt  | Hsieh Su-wei | Chan Hao-ching Latisha Chan   | 5-7, 5-7 | details |
| 3.               | 2021-08-21 | WTA Chicago | hardcourt  | Mona Barthel | Eri Hozumi Peangtarn Plipuech | 5-7, 2-6 | details |

### Gewonnen ITF-toernooien enkelspel
geen

### Gewonnen ITF-toernooien dubbelspel
| nr. | finale     | toernooi   | dotatie | ondergrond | partner       | tegenstandsters in finale          | score            |
| --- | ---------- | ---------- | ------- | ---------- | ------------- | ---------------------------------- | ---------------- |
| 1.  | 2012-04-09 | Wenshan    | $50.000 | hardcourt  | Hsieh Su-wei  | Liu Wanting Xu Yifan               | 6-3, 6-2         |
| 2.  | 2012-05-21 | Karuizawa  | $25.000 | gras       | Kumiko Iijima | Samantha Murray Emily Webley-Smith | 3-6, 7-6, [10-1] |
| 3.  | 2014-03-24 | Osprey     | $50.000 | gravel     | Rika Fujiwara | Irina Falconi Eva Hrdinová         | 6-3, 6-7, [10-4] |
| 4.  | 2016-10-08 | Porto      | $10.000 | gravel     | Hsieh Su-wei  | Francisca Jorge Rita Vilaça        | 6-3, 6-4         |
| 5.  | 2017-06-10 | Hammamet   | $15.000 | gravel     | Wu Fang-hsien | Fernanda Brito Noelia Zeballos     | 5-7, 6-3, [11-9] |
| 6.  | 2019-01-26 | Plantation | $25.000 | gravel     | Lee Pei-chi   | Volha Havartsova Jada Robinson     | 6-1, 6-4         |
| 7.  | 2019-06-08 | Daegu      | $25.000 | hardcourt  | Lee Pei-chi   | Choi Ji-hee Han Na-lae             | 6-3, 7-6         |